# Список членов Центрального Комитета партии социалистов-революционеров

На III съезде партии социалистов-революционеров (25 мая — 04 июня 1917 года) были избраны 20 человек в члены ЦК и пять человек в кандидаты в члены ЦК: 
1. Авксентьев, Николай Дмитриевич
 
2. Архангельский, Василий Гаврилович
 
3. Бунаков, Илья Исидорович
 
4. Веденяпин, Михаил Александрович

5. Гендельман, Михаил Яковлевич
 
6. Герштейн, Лев Яковлевич

7. Гоц, Абрам Рафаилович
 
8. Затонский, Михаил Петрович
 
9. Зензинов, Владимир Михайлович

10. Лункевич, Валериан Викторович
 
11. Минор, Осип Соломонович
 
12. Натансон, Марк Андреевич 

13. Прилежаев, Иван Александрович
 
14. Ракитников, Николай Иванович
 
15. Раков, Дмитрий Фёдорович 

16. Рихтер, Владимир Николаевич
 
17. Рубанович, Илья Адольфович
 
18. Русанов, Николай Сергеевич
 
19. Фирсов, Дмитрий Самойлович 

20. Чернов, Виктор Михайлович

Кандидаты в члены ЦК:
1. Берг, Ефроим Соломонович
 
2. Быховский, Наум Яковлевич
 
3. Гуревич, Виссарион Яковлевич
 
4. Тетеркин, Иван Иванович
 
5. Ховрин, Александр Алексеевич 

## Левые эсеры
На I (Учредительном) съезде партии левых социалистов-революционеров (19—28 ноября 1917 года) был сформирован ЦК ПЛСР, состоящий из пятнадцати членов и пяти кандидатов:
1. Натансон, Марк Андреевич

2. Спиридонова, Мария Александровна

3. Камков, Борис Давидович

4. Колегаев, Андрей Лукич 

5. Карелин, Владимир Александрович

6. Устинов, Алексей Михайлович

7. Биценко, Анастасия Алексеевна

8. Алгасов, Владимир Александрович

9.  Штейнберг, Исаак Захарович

10. Трутовский, Владимир Евгеньевич

11. Малкин, Борис Федорович

12. Мстиславский, Сергей Дмитриевич

13. Прошьян, Прош Перчевич

14. Шишко, Павел Игнатьевич

15. Шрейдер, Александр Абрамович
Кандидаты в члены ЦК:
1. Черепанов, Донат Андреевич

2. Качинский, Владимир Максимович

3. Прохоров, Иван Михайлович

4. Магеровский, Дмитрий Александрович

5. Майоров, Илья Андреевич

На II съезде партии левых социалистов революционеров (17—25 апреля 1918 года) были выбраны 18 членов ЦК ПЛСР:
1. Натансон, Марк Андреевич

2. Спиридонова, Мария Александровна

3. Камков, Борис Давидович

4. Трутовский, Владимир Евгеньевич

5. Карелин, Владимир Александрович

6. Прошьян, Прош Перчевич

7. Штейнберг, Исаак Захарович

8. Черепанов, Донат Андреевич

9. Иванов-Разумник, Разумник Васильевич

10. Каховская, Ирина Константиновна

11. Колегаев, Андрей Лукич 

12. Шишко, Павел Игнатьевич

13. Магеровский, Дмитрий Александрович

14. Левин, Вениамин Михайлович

15. Голубовский, Лазарь Борисович

16. Биценко, Анастасия Алексеевна

17. Майоров, Илья Андреевич

18. Самохвалов, Николай Давыдович